# دغموس فيساري
دغموس فيساري (الاسم العلمي:Cytinus visseri) هو نوع من النباتات يتبع جنس الدغموس من الفصيلة الدغموسية.